# Línea Richmond–Fremont
La línea Richmond–Warm Springs/South Fremont (en inglés: Richmond–Warm Springs/South Fremont line) del BART y comúnmente conocido como Distrito de Transporte Rápido del Área de la Bahía (BART'), es una línea que abastece al Área de la Bahía de San Francisco y consiste de 19 estaciones. La línea inicia en Richmond en la estación Richmond a Fremont en la estación Warm Springs/South Fremont. La línea pasa por Richmond, El Cerrito, Berkeley, Oakland, San Leandro, Hayward, Union City y Fremont en los condados de Contra Costa y Alameda. La línea fue inaugurada el 11 de septiembre de 1972, siendo la primera línea del BART en ofrecer un servicio regular.
Por lo general, las líneas del BART no son conocidas por su color que aparecen en los mapas de las estaciones, por lo que solo en pocas ocasiones, es conocida como Línea Naranja. Sin embargo, últimamente oficiales del BART se han referido a ella como línea Roja, pero la línea se le conoce como Richmond–Warm Springs/South Fremont.